# 南山手
32°44′6.32″N 129°52′8.86″E / 32.7350889°N 129.8691278°E

南山手

南山手（日语：／ Minami-yamate */?））是位於日本長崎県長崎市的一个重要传统建筑群保存地区，與相鄰的東山手地區成為長崎市區內的一個特色景觀地區。
1859年長崎港開放讓外國通商後，南山手地區與毗鄰的東山手地區被劃為外國人居留地，南山手地區主要作为住宅区，此後此地區興建了大量的西式建築，現存的包括大浦天主堂（国宝）、哥拉巴園、旧羅典神学校（重要文化財）、旧长崎总主教府、旧香港上海銀行長崎支店記念館（重要文化財）等
1991年此地區被列为「重要传统建筑群保存地区」。